# Българско училище „Климент Охридски“ (Ричмънд)
Българското училище „Климент Охридски“ е училище на българската общност в град Ричмънд, щата Вирджиния, САЩ. То функционира към Българската академия в Ричмънд. Разположено е в предградието Мидлотиан. Създадено е през 2018 г. Съосновател и директор на училището е г-жа Гюлджан Хадживелиева.